# Eduarda Lapa
Maria Eduarda Lapa de Sousa Caldeira OSE (Trancoso, 15 de octubre de 1895 — Lisboa, 9 de septiembre de 1976), más conocida por Eduarda Lapa, fue una pintora y profesora de pintura. En su actividad pictórica se destacó por la excelencia en la técnica de la pintura a óleo y pastel, y en el dibujo de trazo seguro, correcto y elegante. Se especializó en la pintura naturalista, sobre todo en la representación de naturalezas-muertas y de flores, siendo conocida como la “pintora de las flores” y "embajadora de los colores", está considerada entre los grandes del género. Fue socia efectiva de la Sociedad Nacional de Bellos Artes y la primera mujer a integrar la dirección de la institución.

## Biografía
Nacida el 15 de octubre de 1895 en Trancoso, Maria Eduarda Lapa de Sousa Caldeira procedía de una familia burguesa de Guarda, hija de Ernesto Coutinho de Vilhena de Sousa Caldeira y Laura de Almeida Lapa. Con unos años de edad, se fue con sus padres a Coimbra, donde estudió en el Liceo José Falcão y al Colégio Português, donde desarrolló su gusto por las artes.
Años más tarde, con una carta de recomendación del Dr. Joaquim Martins de Carvalho, destacado periodista de Coimbra, se trasladó a la ciudad de Oporto, donde fue aceptada como alumna en el taller del pintor y maestro Artur Loureiro. Poco después, en 1922, se traslada de nuevo, esta vez a Lisboa, donde se convierte en discípula de la pintora Emília dos Santos Braga, alumna a su vez, del maestro José Malhoa, quien cultiva su interés por la pintura de "figuras" más allá de la naturaleza -muerta, y también del profesor Armando de Lucena, con quien tomó clases de pintura al aire libre en el Jardim da Estrela, iniciándose en el naturalismo .
Durante este período y en los años siguientes, realizó numerosas exposiciones colectivas e individuales que despertaron no solo el interés del público sino también el de los periódicos y revistas de la época, que dieron a conocer y difundir su labor en la pintura con gran fervor y apodado es "pintora de flores".  Cabe destacar que las exposiciones se realizaron en el Salão Nobre de los Paços do Concelho de Trancoso ( 1917 ), en el Salão Nobre del Ayuntamiento de Coimbra, en el Salón « O Primeiro de Janeiro » ( 1921 ), en la Sociedade Nacional de Belas Artes ( 1923), 1924, 1929, 1936, 1943, 1955 ), en el Salão Bobone ( 1925 ), en el Salão do Teatro Nacional de Lisboa ( 1927 ), en el Salão da Papelaria Progresso, en el Salon de Festas d ' O Século, en el Museu João de Deus, en Voz do Operário y en el Palácio Foz de Lisboa ( 1952 ), en el Museo Grão Vasco de Viseu ( 1924 ), en la Escuela Industrial y Comercial Domingos Sequeira de Leiría ( 1925 ), en el Salão de Festas do O Primeiro de Janeiro ( 1925 ), en el Salão Silva Porto ( 1929, 1954 ), en el Salão Fantasía y en la Sociedade de Belas Artes do Porto . De otras exposiciones en las Azores, Madeira y en la Galería Jorge en Río de Janeiro, Brasil ( 1928 ), donde fue nombrada "la embajadora de los colores" .
En 1930, animada por el maestro José Malhoa, que la llamaba su " nieta ", decidió continuar sus estudios y se fue a París, incorporándose a la Académie de la Grande Chaumière, la Académie Ranson, el estudio de Émile Renard y también en la Académie Moderne, dirigida por los pintores Henry Royer y Jean Marchand, donde se convirtió en la primera artista portuguesa matriculada. Durante su estancia en Francia, trabó amistad con los pintores Helena Pereira da Silva, Waldemar da Costa, Ryokai Ohashi, Árpád Szenes y Maria Helena Vieira da Silva, con quienes compartiría un estudio en Lisboa años más tarde. [  ]
De regreso a Lisboa, en la década de 1930, continuó produciendo obras de arte de carácter naturalista, centrándose más allá de la naturaleza muerta y los motivos florales en el campo, los paisajes marinos y los retratos de la vida rural, así como impartiendo cursos de dibujo y pintura, con el objetivo de desarrollar las habilidades técnicas y artísticas de sus estudiantes.
En una entrevista con el diario Diário de Lisboa  reveló que sus pinturas se inspiran en los paisajes de su tierra natal, Trancoso, en Guarda, y la costa portuguesa, especialmente entre Aveiro y Nazaré . También en la misma entrevista, reveló algunas de sus preocupaciones, a saber, el hecho de que no hubiera más artistas femeninas, muchas que se han casado y su familia no les permitía seguir una carrera, como lo vio de primera mano con muchas. de sus alumnas, así como el hecho de que hay "varios y buenos salones" para exponer en todo el país que, sin embargo, prefirieron cerrar sus puertas a las artistas, sin darles explicaciones válidas. Tras la difusión de sus palabras, María Lamas la invitó a formar parte del Consejo Nacional de Mujeres Portuguesas (CNMP), organización feminista dedicada a la defensa de los derechos sociales y políticos de las mujeres, habiendo participado en varias iniciativas y presidido la sección de Arte en 1939 .

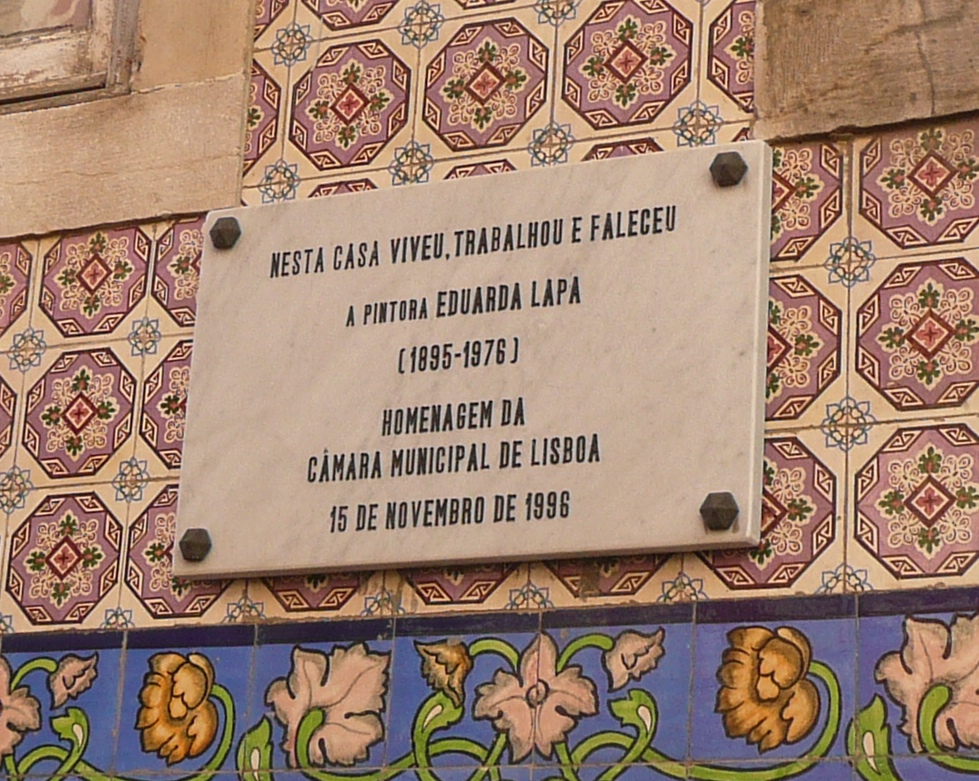
Placa afixada en el edíficio de la Calle Capitao Renato Baptista, en Lisboa, en homenaje a Eduarda Lapa

En 1940 se convierte en uno de los impulsores de la creación del Museo Comarcal de Guarda, al que dona algunas de sus obras y organiza la exposición inaugural.
Dos años después, organiza la Primera Exposición Femenina de Artes Plásticas celebrada en Portugal, con el apoyo del Consejo Nacional de Mujeres Portuguesas, en Lisboa, y se convierte en miembro efectivo de la Sociedad Nacional de Bellas Artes , siendo la primera mujer para formar parte de su gestión.
Los siguientes años, organizó la exposición "Arte Naturalista Portuguesa" (1944), le fue entregada la Medalla de Honra de la Ciudad de Lisboa (1944), y por la Sociedad Nacional de Bellas Artes a 1ª Medalla en pastel (1943), 1ª Medalla en óleo (1944), Medalla de Honra en pastel (1948) y Medalla de Honra en óleo (1954), fue agraciada con el Grado de Oficial de la Orden Militar de Sant'Iago de la Espada (2 de junio de 1950), recibió la Medalla de Oro atribuida por el Salón de Estoril (1950) y se hizo representar en las exposiciones de Sevilla, España (1952) y de Lourenço Marques, actual Maputo, Mozambique (1955).[carece]
El 9 de septiembre de 1976 Eduarda Lapa falleció en su domicilio, en la planta baja del número 86 de la Rua Capitão Renato Baptista, parroquia de Anjos, en Lisboa, a la edad de 80 años, víctima de una bronconeumonía . Está enterrada en el Cementerio del Alto de São João, en la misma ciudad.
Fue una de las pintoras más apreciadas por la crítica portuguesa de la época, junto a Alda Machado Santos, Raquel Roque Gameiro, María de Lurdes Mello e Castro, Adelaide Lima Cruz y Clementina Carneiro de Moura .

## Homenajes
- El Ayuntamiento de Lisboa dio su nombre a una calle de la parroquia de Marvila . Además de este homenaje, existen calles y avenidas que llevan su nombre en los municipios de Almada ( parroquia charneca de Caparica ), Cascais (parroquias de Cascais y Estoril ), Lourinhã, Seixal (parroquia de Corroios ), Sesimbra, Tavira y Trancoso .[28]
- Sus obras están representadas en varios museos del país, a saber, el Museo Guarda, el Museo Marítimo de Ílhavo, el Museo José Malhoa das Caldas da Rainha, el Museo Nacional Grão Vasco de Viseu , el Museo Nacional Soares dos Reis en Oporto, y en Lisboa, en el Museo Nacional de Arte Contemporáneo / Museo Chiado, en la Fundación Calouste Gulbenkian y en la Academia de Ciencias de Lisboa, así como en colecciones privadas en el país y en el extranjero, así como en los Ayuntamientos de Coimbra, Oporto, Matosinhos y Trancoso .[24]
- En 2007, cerca de 71 pinturas y diversos objetos personales de Eduarda Lapa fueron donados a la Câmara de Trancoso, por Maria Manuela de Almeida Lapa e Passos, sobrina del artista, para ser exhibidos en el Centro Cultural de Trancoso .[29]